# Bob Brown (football américain)
Pour les articles homonymes, voir Bob Brown et Brown.
(en) Statistiques sur pro-football-reference
(en) Statistiques sur statscrew
Robert Eddie Brown (né le 23 février 1939 à Bonita et mort le 10 janvier 1998 à Memphis) est un joueur américain de football américain et de football canadien.

## Enfance
Brown vient d'une fratrie de douze enfants et possède des parents agriculteurs, œuvrant dans le métayage. Il fait ses études à la Morehouse High School de Bastrop avant de rejoindre l'Arkansas AM&N.

## Carrière

### Université
De 1960 à 1963, il est étudiant à la faculté et joue dans l'équipe de football américain des Golden Lions. Brown affronte notamment Buck Buchanan lors d'un match face à l'université d'État de Grambling en 1962 et se montre satisfait de la performance de son équipe passant deux touchdowns lors de cette rencontre.

### Professionnel
Bob Brown est sélectionné en  quatrième choix global lors du premier tour de la draft de l'AFL par les Broncos de Denver mais également par les 49ers de San Francisco en 169e choix global lors du 13e tour de la draft 1964 de la NFL. Pendant deux ans, il tente d'intégrer l'équipe des 49ers mais il est chaque fois remercié avant le début du championnat. Il en profite pour jouer deux saisons avec les Ironmen de Wheeling, d'abord en United Football League et ensuite en Continental Football League ainsi qu'avec les Argonauts de Toronto en Ligue canadienne de football.
Repéré par Pat Peppler, directeur du personnel sportif des Packers de Green Bay, il signe avec cette franchise en 1966,. Brown commence comme defensive tackle avant d'être déplacé comme defensive end mais ses performances ne sont pas celles attendues par le staff et il repasse au poste de tackle. 
En 1968, il manque huit matchs de Green Bay après des blessures au bras et à la jambe lors de deux matchs distincts. L'année suivante, Brown remplace au poste de tacle droit, Henry Jordan, blessé, avant d'être appelé pour pallier la blessure de Willie Davis au poste de defensive end. Il revient à son poste initial après le retrait sur blessure de Rich Moore.
Le joueur s'impose difficilement parmi les titulaires indiscutables de l'équipe et signe ensuite pour une saison avec les Chargers de San Diego et deux saisons avec les Bengals de Cincinnati avant de prendre sa retraite de la NFL.